# La Aguada, Veracruz
La Aguada är en ort i Mexiko.   Den ligger i kommunen Ixhuatlán de Madero och delstaten Veracruz, i den sydöstra delen av landet, 190 km nordost om huvudstaden Mexico City. La Aguada ligger 267 meter över havet och antalet invånare är 252.
Terrängen runt La Aguada är kuperad. Runt La Aguada är det ganska tätbefolkat, med 96 invånare per kvadratkilometer. Närmaste större samhälle är Benito Juárez, 16,0 km väster om La Aguada. Trakten runt La Aguada består till största delen av jordbruksmark.